# الفرازعة (العرش)

تعديل مصدري - تعديل

الفرازعة هي إحدى قرى عزلة العرش بمديرية العرش التابعة لمحافظة البيضاء، بلغ تعداد سكانها 538 نسمة حسب تعداد اليمن لعام 2004.